# Wilhelmine Brigitta Schaible
Wilhelmine Brigitta Schaible, in Gesangbüchern auch W. Schaible,  (* 27. März 1878 in Tuningen im Königreich Württemberg; † 12. Juni 1950 in Trossingen) war eine deutsche evangelisch-lutherische Schriftstellerin geistlicher Lieder.

## Leben
Schaible wurde als Tochter des Schäfereibesitzers und Gemeinderats Johann Jacob Schaible und seiner Frau Anna Barbara, geb. Hauser, geboren und am 31. März 1787 in der Kirche ihrer Geburtsstadt getauft, wo sie im Jahr 1892 auch konfirmiert wurde. Sie blieb zeitlebens unverheiratet und lebte mit ihren Schwestern zusammen. Sie starb im Krankenhaus von Trossingen.

### Werke

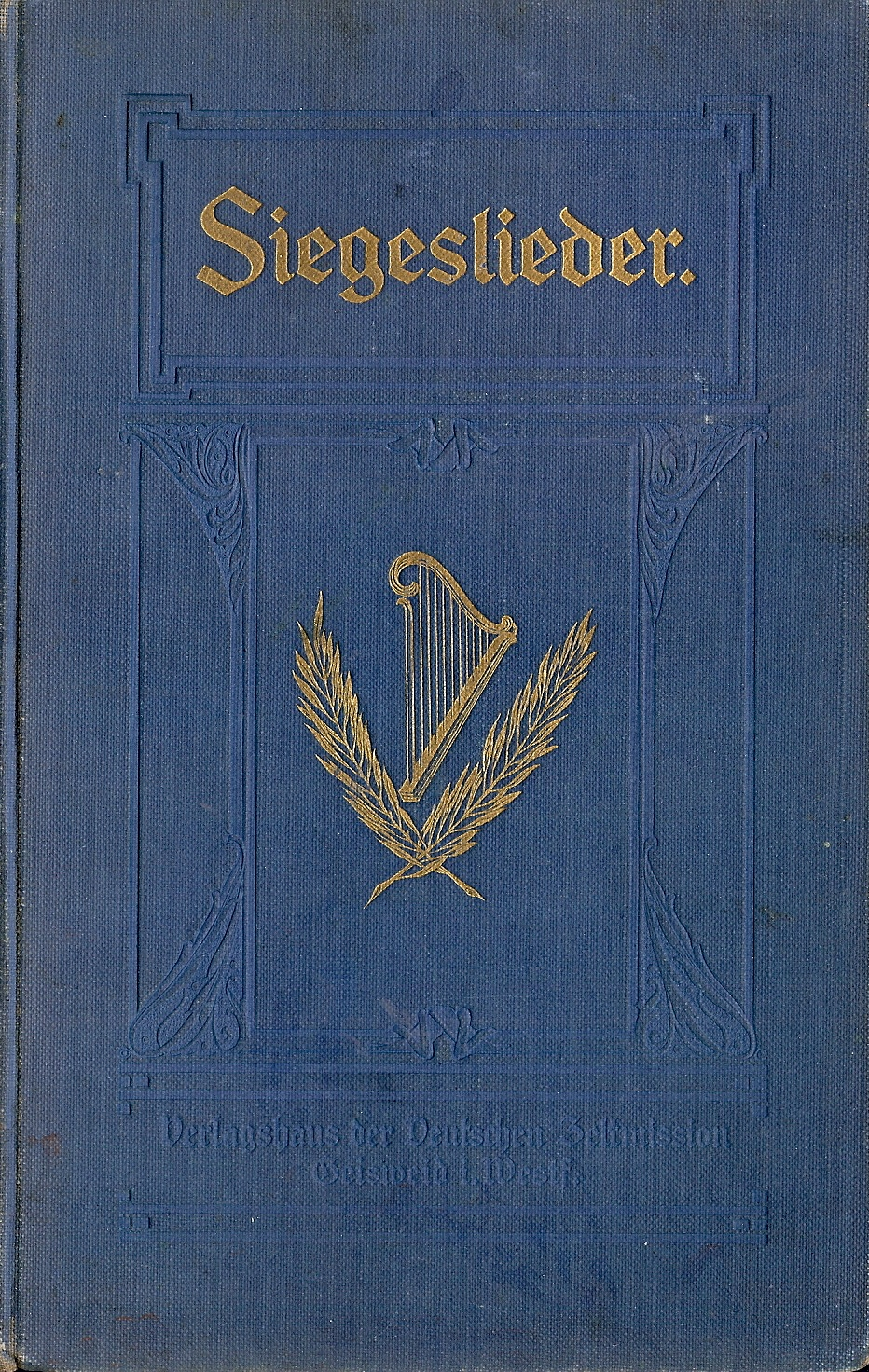
Siegeslieder, 10. Auflage, Verlagshaus der Deutschen Zeltmission, Geisweid/Westfalen, 1911

Wilhelmine Brigitta Schaible verfasste geistliche Lieder und Gebete, die zuerst im örtlichen Blau-Kreuz-Verein gesungen wurden und später ihren Weg in die Gesangbücher evangelischer Freikirchen fanden. Vier ihrer Lieder stehen beispielsweise in einer Ausgabe des Gesangbuchs der Deutschen Zeltmission, den sog. Siegesliedern, das im Jahr 1911 in Geisweid in Westfalen erschienen ist.

## Lieder (Auswahl)
- Freude ist im Himmel
- Ich habe ihn gefunden, den meine Seele liebt
- Näher, mein Gott, zu dir, sei meine Bitt
- Singe von des Lammes Blut
- Unter deines Vaters Schirmen
- Unterm Schatten seiner Flügel